# Basket Trapani 1999-2000
Questa voce raccoglie le informazioni riguardanti la Basket Trapani nelle competizioni ufficiali della stagione 1999-2000.

## Verdetti stagionali
Competizioni nazionali
- Serie B d'Eccellenza:

stagione regolare: 13º posto su 14 squadre (10-16);
playout: vince la finale spareggio;

## Stagione
Il Basket Trapani 1999-2000 ha preso parte alla Serie B1 arrivando 13º nel Girone B e mantenendo la categoria dopo i Play-out sconfiggendo lo Sporting Club Gira. Sponsor: Banca Popolare S. Angelo

## Divise di gioco
Il fornitore ufficiale di materiale tecnico per la stagione 1999-2000 è Reebok.
| Casa | Trasferta |

## Organigramma societario
Area dirigenziale
- Presidente: Alberto Montericcio
- Vice-Presidente: Andrea Magaddino
- Vice-Presidente: Filippo Mucaria
- Direttore Sportivo: ?
- Segretario: Antonino Fodale
- Ufficio di segretaria: Mario Novara

Area tecnica
- Allenatore: Gianni Lambruschi
- Assistente: Gaspare Morana
- Preparatore atletico: Giovanni Basciano

## Roster
| Basket Trapani 1999-2000 | Basket Trapani 1999-2000 |
| Giocatori                | Staff tecnico            |
| ------------------------ | ------------------------ |

| N. | Naz.                                     | Ruolo | Nome                        | Anno | Alt.   | Peso   |  |
| -- | ---------------------------------------- | ----- | --------------------------- | ---- | ------ | ------ |  |
| 4  | Italia (bandiera)                        | P     | Davide Virgilio (C)         | 1972 | 180 cm |        |  |
| 6  | Italia (bandiera)                        | AC    | Ivan Drigo                  | 1970 | 203 cm |        |  |
| 7  | Argentina (bandiera) · Italia (bandiera) | AC    | Jorge Rifatti (dal 01/2000) | 1970 | 205 cm | 113 kg |  |
| 8  | Italia (bandiera)                        | GA    | Marco Maran                 | 1969 | 190 cm |        |  |
| 9  | Italia (bandiera)                        | G     | Giuseppe D'Iapico           | 1973 | 190 cm |        |  |
| 10 | Italia (bandiera)                        | C     | Werther Pigliafreddo        | 1973 | 204 cm | 85 kg  |  |
| 11 | Italia (bandiera)                        | P     | Marco Lokar (dal 01/2000)   | 1969 | 187 cm | 78 kg  |  |
| 12 | Italia (bandiera)                        | P     | Alessandro Oddo             | 1977 | 180 cm |        |  |
| 14 | Italia (bandiera)                        | G     | Vincenzo Maltese            | 1974 | 204 cm |        |  |
| 13 | Argentina (bandiera) · Italia (bandiera) | C     | Dario André                 | 1974 | 204 cm |        |  |
| 15 | Italia (bandiera)                        | AC    | Daniele Soro                | 1975 | 203 cm | 84 kg  |  |

| Allenatore                                                          |
| Gianni Lambruschi dal 01/2000 Giacomo Genovese fino al 01/2000      |
| Assistente/i                                                        |
| Gaspare Morana Legenda - (C) Capitano - (IN) Inattivo - Infortunato |

## Mercato

### Sessione estiva
| Arrivi           | Arrivi               | Arrivi            |
| R                | Nome                 | da                |
| ---------------- | -------------------- | ----------------- |
| G                | Marco Maran          | Pallalcesto Udine |
| A                | Sergio Zucchi        | Olimpia Matera    |
| AC               | Daniele Soro         | Petrarca          |
| C                | Werther Pigliafreddo | Virtus Ragusa     |
| Altre operazioni |                      |                   |
| R                | Nome                 | da                |
| P                | Alessandro Oddo      | Set. giovanile    |
| G                | Vincenzo Maltese     | Set. giovanile    |

| Partenze         | Partenze             | Partenze       |
| R                | Nome                 | a              |
| ---------------- | -------------------- | -------------- |
| G                | Massimiliano Vito    | Pall. Palermo  |
| A                | Andreas Brignoli     | Basket Varazze |
| AC               | Paolo Mollura        | Free agent     |
| C                | Emanuele Susino      | Patti          |
| Altre operazioni |                      |                |
| R                | Nome                 | a              |
| P                | Dario Tartamella     | Free agent     |
| G                | Flavio Priulla       | Free agent     |
| C                | Francesco Pellegrino | Free agent     |

### Operazioni esterne alla sessione
| Arrivi | Arrivi        | Arrivi              |
| R      | Nome          | da                  |
| ------ | ------------- | ------------------- |
| P      | Marco Lokar   | Basket Napoli       |
| C      | Jorge Rifatti | Belgrano S. Nicolás |

| Partenze | Partenze      | Partenze   |
| R        | Nome          | a          |
| -------- | ------------- | ---------- |
| A        | Sergio Zucchi | Free agent |

## Risultati

### Campionato

#### Girone di andata
| Cento 9 ottobre 1999, ore 21:15 1ª giornata   | Benedetto XIV Cento | 77 – 68          | Basket Trapani | Palasport "Benedetto XIV" |
| Stefano Vanoncini Allenatori Giacomo Genovese |                     |                  |                |                           |
|                                               |                     |                  |                |                           |
| Stefano Vanoncini                             | Allenatori          | Giacomo Genovese |                |                           |

| Trapani 17 ottobre 1999, ore 17:30 2ª giornata | Basket Trapani | 59 – 63     | Scafati Basket | PalaIlio |
| Giacomo Genovese Allenatori Tony Trullo        |                |             |                |          |
|                                                |                |             |                |          |
| Giacomo Genovese                               | Allenatori     | Tony Trullo |                |          |

| Modena 24 ottobre 1999, ore 18:00 3ª giornata | Nuovo Bk. Modena | 80 – 87          | Basket Trapani | PalaPanini |
| Tiziano Tarquini Allenatori Giacomo Genovese  |                  |                  |                |            |
|                                               |                  |                  |                |            |
| Tiziano Tarquini                              | Allenatori       | Giacomo Genovese |                |            |

| Arbitri: | Moscatello (Bergamo) Longhi (Cantù) |

|                                   |            |                                  |
| Virgilio 13, Andrè, 12, Zucchi 10 | Punti      | 18 Parisi, 12 Stama, 12 La Torre |
| Giacomo Genovese                  | Allenatori | Claudio Vandoni                  |

| Teramo 7 novembre 1999, ore 21:00 5ª giornata   | Teramo Basket | 69 – 46          | Basket Trapani | PalaScapriano |
| Marcello Perazzetti Allenatori Giacomo Genovese |               |                  |                |               |
|                                                 |               |                  |                |               |
| Marcello Perazzetti                             | Allenatori    | Giacomo Genovese |                |               |

| Trapani 14 novembre 1999, ore 17:30 6ª giornata | Basket Trapani | 60 – 76        | Libertas Tuscia Viterbo | PalaIlio |
| Giacomo Genovese Allenatori Stefano Tommei      |                |                |                         |          |
|                                                 |                |                |                         |          |
| Giacomo Genovese                                | Allenatori     | Stefano Tommei |                         |          |

| Rieti 21 novembre 1999, ore 17:30 7ª giornata | Virtus Rieti | 80 – 90          | Basket Trapani | Palaloniano |
| Franco Gramenzi Allenatori Giacomo Genovese   |              |                  |                |             |
|                                               |              |                  |                |             |
| Franco Gramenzi                               | Allenatori   | Giacomo Genovese |                |             |

| Trapani 28 novembre 1999, ore 17:30 8ª giornata | Basket Trapani | 62 – 75           | B.C. Ferrara | PalaIlio |
| Giacomo Genovese Allenatori Stefano Colantoni   |                |                   |              |          |
|                                                 |                |                   |              |          |
| Giacomo Genovese                                | Allenatori     | Stefano Colantoni |              |          |

| Campli 5 dicembre 1999, ore 17:30 9ª giornata | Campli     | 78 – 68          | Basket Trapani | PalaBorgognoni |
| ? Allenatori Giacomo Genovese                 |            |                  |                |                |
|                                               |            |                  |                |                |
| ?                                             | Allenatori | Giacomo Genovese |                |                |

| Trapani 12 dicembre 1999, ore 17:30 10ª giornata | Basket Trapani | 69 – 81 | Club Basket Cosenza | PalaIlio |
| Giacomo Genovese Allenatori ?                    |                |         |                     |          |
|                                                  |                |         |                     |          |
| Giacomo Genovese                                 | Allenatori     | ?       |                     |          |

| Ozzano dell'Emilia 19 dicembre 1999, ore 21:00 11ª giornata | S.C. Gira  | 83 – 66          | Basket Trapani | PalaGira |
| ? Allenatori Giacomo Genovese                               |            |                  |                |          |
|                                                             |            |                  |                |          |
| ?                                                           | Allenatori | Giacomo Genovese |                |          |

| Bologna 9 gennaio 2000, ore 21:15 12ª giornata | Pr. Castel Maggiore | 69 – 68           | Basket Trapani | PalaDozza |
| Demis Cavina Allenatori Gianni Lambruschi      |                     |                   |                |           |
|                                                |                     |                   |                |           |
| Demis Cavina                                   | Allenatori          | Gianni Lambruschi |                |           |

| Trapani 16 gennaio 2000, ore 17:30 13ª giornata | Basket Trapani | 74 – 78      | Virtus Imola | PalaIlio |
| Gianni Lambruschi Allenatori Gianni Zappi       |                |              |              |          |
|                                                 |                |              |              |          |
| Gianni Lambruschi                               | Allenatori     | Gianni Zappi |              |          |

#### Girone di ritorno
| Trapani 23 gennaio 2000, ore 17:30 14ª giornata | Basket Trapani | 76 – 96           | Benedetto XIV Cento | PalaIlio |
| Gianni Lambruschi Allenatori Stefano Vanoncini  |                |                   |                     |          |
|                                                 |                |                   |                     |          |
| Gianni Lambruschi                               | Allenatori     | Stefano Vanoncini |                     |          |

| Scafati 30 gennaio 2000, ore 17:30 15ª giornata | Scafati Basket | 63 – 57           | Basket Trapani | Palasport Via Oberdan |
| Massimo Mangano Allenatori Gianni Lambruschi    |                |                   |                |                       |
|                                                 |                |                   |                |                       |
| Massimo Mangano                                 | Allenatori     | Gianni Lambruschi |                |                       |

| Trapani 6 febbraio 2000, ore 17:30 16ª giornata | Basket Trapani | 84 – 66          | Nuovo Bk. Modena | PalaIlio |
| Gianni Lambruschi Allenatori Tiziano Tarquini   |                |                  |                  |          |
|                                                 |                |                  |                  |          |
| Gianni Lambruschi                               | Allenatori     | Tiziano Tarquini |                  |          |

| Arbitri: | Fancellu (Sassari) Di Paolo (Chieti) |

|                                      |            |                             |
| Cucinelli 23, Parisi 13, La Torre 13 | Punti      | 22 Lokar, 20 Soro, 11 Maran |
| Piero Pasini                         | Allenatori | Gianni Lambruschi           |

| Trapani 20 febbraio 2000, ore 17:30 18ª giornata | Basket Trapani | 63 – 67             | Teramo Basket | PalaIlio |
| Gianni Lambruschi Allenatori Marcello Perazzetti |                |                     |               |          |
|                                                  |                |                     |               |          |
| Gianni Lambruschi                                | Allenatori     | Marcello Perazzetti |               |          |

| Viterbo 27 febbraio 2000, ore 17:30 19ª giornata | Libertas Tuscia Viterbo | 67 – 65           | Basket Trapani | Palazzetto dello Sport |
| Stefano Tommei Allenatori Gianni Lambruschi      |                         |                   |                |                        |
|                                                  |                         |                   |                |                        |
| Stefano Tommei                                   | Allenatori              | Gianni Lambruschi |                |                        |

| Trapani 5 marzo 2000, ore 17:30 20ª giornata | Basket Trapani | 79 – 67         | Virtus Rieti | PalaIlio |
| Gianni Lambruschi Allenatori Franco Gramenzi |                |                 |              |          |
|                                              |                |                 |              |          |
| Gianni Lambruschi                            | Allenatori     | Franco Gramenzi |              |          |

| Ferrara 12 marzo 2000, ore 17:30 21ª giornata  | B.C. Ferrara | 69 – 67           | Basket Trapani | PalaCarife |
| Stefano Colantoni Allenatori Gianni Lambruschi |              |                   |                |            |
|                                                |              |                   |                |            |
| Stefano Colantoni                              | Allenatori   | Gianni Lambruschi |                |            |

| Trapani 19 marzo 2000, ore 17:30 22ª giornata | Basket Trapani | 62 – 58 | Campli | PalaIlio |
| Gianni Lambruschi Allenatori ?                |                |         |        |          |
|                                               |                |         |        |          |
| Gianni Lambruschi                             | Allenatori     | ?       |        |          |

| Cosenza 26 marzo 2000, ore 18:30 23ª giornata | Club Basket Cosenza | 72 – 76           | Basket Trapani | PalaFerraro |
| ? Allenatori Gianni Lambruschi                |                     |                   |                |             |
|                                               |                     |                   |                |             |
| ?                                             | Allenatori          | Gianni Lambruschi |                |             |

| Trapani 2 aprile 2000, ore 18:30 24ª giornata | Basket Trapani | 70 – 60 | S.C. Gira | PalaIlio |
| Gianni Lambruschi Allenatori ?                |                |         |           |          |
|                                               |                |         |           |          |
| Gianni Lambruschi                             | Allenatori     | ?       |           |          |

| Trapani 9 aprile 2000, ore 18:30 25ª giornata | Basket Trapani | 68 – 67      | Pr. Castel Maggiore | PalaIlio |
| Gianni Lambruschi Allenatori Demis Cavina     |                |              |                     |          |
|                                               |                |              |                     |          |
| Gianni Lambruschi                             | Allenatori     | Demis Cavina |                     |          |

| Imola 16 aprile 2000, ore 18:30 26ª giornata | Virtus Imola | 77 – 65           | Basket Trapani | PalaRuggi |
| Gianni Zappi Allenatori Gianni Lambruschi    |              |                   |                |           |
|                                              |              |                   |                |           |
| Gianni Zappi                                 | Allenatori   | Gianni Lambruschi |                |           |

#### Play-out Girone B

##### Semifinali
| Viterbo 2000 andata                         | Libertas Tuscia Viterbo | 68 – 55           | Basket Trapani | Palazzetto dello Sport |
| Stefano Tommei Allenatori Gianni Lambruschi |                         |                   |                |                        |
|                                             |                         |                   |                |                        |
| Stefano Tommei                              | Allenatori              | Gianni Lambruschi |                |                        |

| Trapani 2000 ritorno                        | Basket Trapani | 91 – 70        | Libertas Tuscia Viterbo | PalaIlio |
| Gianni Lambruschi Allenatori Stefano Tommei |                |                |                         |          |
|                                             |                |                |                         |          |
| Gianni Lambruschi                           | Allenatori     | Stefano Tommei |                         |          |

| Viterbo 2000 spareggio                      | Libertas Tuscia Viterbo | 87 – 76           | Basket Trapani | Palazzetto dello Sport |
| Stefano Tommei Allenatori Gianni Lambruschi |                         |                   |                |                        |
|                                             |                         |                   |                |                        |
| Stefano Tommei                              | Allenatori              | Gianni Lambruschi |                |                        |

- Esito:

Viterbo vince la serie per 2 a 1

##### Finali
| Ozzano dell'Emilia 2000 andata | S.C. Gira  | 45 – 56           | Basket Trapani | PalaGira |
| ? Allenatori Gianni Lambruschi |            |                   |                |          |
|                                |            |                   |                |          |
| ?                              | Allenatori | Gianni Lambruschi |                |          |

| Trapani 2000 ritorno           | Basket Trapani | 63 – 58 | S.C. Gira | PalaIlio |
| Gianni Lambruschi Allenatori ? |                |         |           |          |
|                                |                |         |           |          |
| Gianni Lambruschi              | Allenatori     | ?       |           |          |

- Esito:

Trapani vince la serie per 2 a 0